# ADP-ribosyle cyclase
L'ADP-ribosyle cyclase, souvent écrite ADP-ribosyl cyclase par anglicisme, est une enzyme qui joue le rôle de catalyseur dans plusieurs réactions.

## Terminologie
L'ADP-ribosyle cyclase est connue sous une multitude de noms d'usage, souvent ambigus et parfois trompeurs, notamment NAD+ nucléosidase, NADase (ambigu), NAD hydrolase (ambigu), NAD glycohydrolase (trompeur), CD38,,,, (nom d'un gène), ou encore BST1 (nom d'un gène). Elle ne doit cependant pas être confondue avec la NAD+ glycohydrolase stricto sensu, qui correspond à l'activité enzymatique EC 3.2.2.5, globalement semblable mais néanmoins distincte de celle de l'ADP-ribosyle cyclase par le fait qu'elle ne forme pas d'ADP-ribose cyclique.

## Rôle
Cette enzyme catalyse à la fois la formation et l'hydrolyse de l'ADP-ribose cyclique, dans les réactions: 
- NAD+  {\displaystyle \rightleftharpoons }  ADP-ribose cyclique + nicotinamide ;
- ADP-ribose cyclique + H2O  {\displaystyle \rightleftharpoons }  ADP-D-ribose,

un second messager intervenant notamment dans le métabolisme du calcium, susceptible de mobiliser les réserves intracellulaires de cations Ca2+ et de favoriser l'entrée de ces ions dans la cellule pour réguler une grande variété de processus physiologiques. 
L'activité enzymatique EC 3.2.2.6 est aussi parfois portée par des protéines multifonctionnelles, ce qui peut prêter à confusion. Ainsi, une ADP-ribosyle cyclase est également capable de catalyser une réaction semblable avec le NADP+ comme substrat, ce qui correspond à l'activité enzymatique 2’-phospho-ADP-ribosyle cyclase (EC 2.4.99.20).